# 小谷村 (滋賀県)
小谷村（おだにむら）は、滋賀県東浅井郡にあった村。長浜市へ編入される前の湖北町の東部にあたり、戦国大名・浅井氏の居城である小谷城で知られる。1955年（昭和30年）に隣接する速水村と合併して湖北町となり消滅した。

## 地理
- 高時川
- 小谷山
- 虎御前山
- 山田山

## 歴史
- 1889年（明治22年）4月1日 - 町村制施行に伴い、東浅井郡 美濃山村, 上山田村, 下山田村, 二俣村, 丁野村, 山脇村, 河毛村, 別所村, 留目村, 伊部村, 郡上村が合併して小谷村が発足する。
- 1955年（昭和30年）1月1日 - 速水村と合併し、湖北町となる。

## 交通
- 当該村内には北陸本線河毛駅が設置されている。
- 現在国道365号線と北陸自動車道が通っている